# شراب بتولا

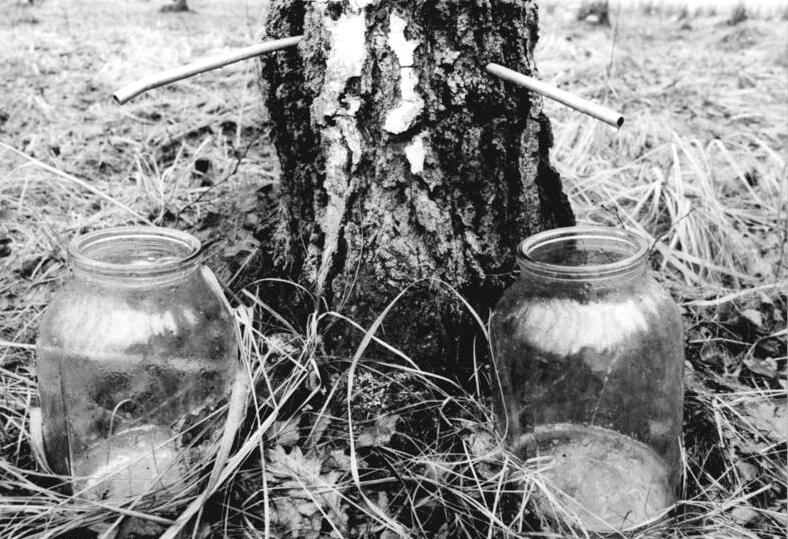

شراب البتولا أو شراب القضبان هو شراب مُحَلّي مصنوعة من النسغ من أشجار البتولا ، وتستخدم كثيراً بنفس طريقة شراب القيقب، يستعمل في البنكيكة وفي كعك الوَفْل والحلويات وعنصرًا في الصلصات والسلطات وأيضاً ومنكهًا في المثلجات والجعة والنبيذ والمشروبات الغازية ، تُكثّف من النسغ ، ولديها نحو 0.5 - 2٪ في المئة محتوى السكر و ذلك اعتماداً على نوع من شجرة القضبان وموقعها والطقس والموسم، يكون الناتج النهائي للشراب ما يقرب من 67٪ من السكر، سكر نسغ الشجرة يحتوي على نحو 42 - 54٪ فركتوز و 45٪ جلوكوز مع كمية صغيرة من السكروز وكميات ضئيلة من سكر العَقل، مذاقه مميز وغني وشبيه بالكَرَاميل.